# 黄兰香
黄兰香（1962年2月—），女，汉族，湖南醴陵枫林镇人:716，中华人民共和国政治人物。湖南师范学院数学系毕业，中央党校在职研究生学历，曾任中共湖南省委常委、统战部部长，现任湖南省政协党组副书记。

## 生平
1979年9月，在湖南师范学院数学系数学专业学习。1983年1月加入中国共产党。1983年7月参加工作，历任铁道部株洲桥梁厂子弟中学教师、厂团委书记、宣传部副部长、机修车间党支部书记。1991年1月，任共青团株洲市委书记。1995年10月，任中共株洲市北区（现石峰区）委书记。1997年6月，任中共石峰区委书记（1996年5月-1998年5月，在中国社会科学院财贸经济系国际贸易专业学习；1998年9月-1999年7月，在中央党校一年制中青年干部培训班学习）。1999年12月，任湖南省妇联副主席、党组成员（1998年9月-2001年7月，在中央党校在职研究生班经济学专业学习）。2001年8月，任株洲市副市长。2003年1月，任中共株洲市委常委、副市长。
2006年9月，任中共岳阳市委副书记、代市长。2007年1月，任中共岳阳市委副书记、市长（2005年3月-2007年7月，在北京大学与国家行政学院政府管理学院公共管理专业同等学力学习，获公共管理硕士学位）。2011年12月，任中共岳阳市委书记。
2013年1月，任湖南省人民政府副省长，中共岳阳市委书记。2013年3月，任湖南省人民政府副省长。2015年8月，任中共湖南省委常委、统战部部长，湖南省人民政府副省长。2015年9月，辞去湖南省副省长职务。2018年1月，当选第十三届全国政协委员。2021年11月，不再担任中共湖南省委常委。
2022年1月，当选为湖南省政协副主席，直到2023年1月卸任。